# Timo Tolkki
 (octobre 2017).
Si vous disposez d'ouvrages ou d'articles de référence ou si vous connaissez des sites web de qualité traitant du thème abordé ici, merci de compléter l'article en donnant les références utiles à sa vérifiabilité et en les liant à la section « Notes et références ».
Timo Tolkki est un guitariste finlandais, né le 3 mars 1966 à Klaukkala, Finlande. Il fut le guitariste et le compositeur principal du groupe Stratovarius jusqu'en 2008. Par la suite il a créé Revolution Renaissance et Symfonia (qu'il a depuis quitté). Il officie actuellement dans le projet Timo Tolkki's Avalon.

## Biographie
Timo Tolkki a rejoint le groupe Stratovarius en 1985, très influencé par Yngwie Malmsteen, après avoir joué dans les groupes Antidote, Thunder et Road Block. Au début du groupe, il s'occupait du chant en plus de la guitare mais après le troisième album, Dreamspace, il décida d'engager un chanteur pour pouvoir se concentrer sur son jeu à la guitare.
Il possède une formation d'ingénieur du son et a ouvert en 2004 son propre studio d'enregistrement nommé Goldenworks.

## Matériel
Timo Tolkki est sponsorisé par la marque de guitare ESP.

## Discographie

### Stratovarius
- 1989 : Fright Night
- 1992 : Twilight Time
- 1994 : Dreamspace
- 1995 : Fourth Dimension
- 1996 : Episode
- 1997 : Visions
- 1997 : The Past and Now (compilation)
- 1998 : Visions of Europe (live)
- 1998 : Destiny
- 1999 : The Chosen Ones (compilation)
- 2000 : Infinite
- 2000 : 14 Diamonds (compilation)
- 2000 : Infinite Visions (DVD)
- 2001 : Intermission
- 2003 : Elements Part 1
- 2003 : Elements Part 2
- 2005 : Stratovarius
- 2006 :  Black Diamond: The Anthology (compilation)

### Revolution Renaissance
- 2008 : New Era
- 2009 : Age of Aquarius
- 2010 : Trinity

### Symfonia
- 2011 : In Paradisum

### Avalon
- 2013 : The Land of New Hope
- 2014 : Angels of the Apocalypse
- 2019 : Return to Eden
- 2021 : The Enigma Birth

### Allen/Lande
- 2014 : The Great Divide[1] (a participé à l'écriture de  la musique de tous les morceaux et a écrit seul la musique de quatre chansons sur 10:  3. In The Hands Of Time, 5. Lady Of Winter, 9. Reaching For The Stars, 10. Bittersweet)

### Chaos Magic
- 2015 : Chaos Magic
- 2019 : Furyborn

### Albums solo
- 1994 : Classical Variations and Themes
- 2002 : Hymn to Life
- 2008 : Saana – Warrior of Light Pt 1

### Autres apparitions
- 1998 : Edguy – Vain Glory Opera (solo de guitare sur "Out of Control")
- 2001 : Avantasia – The Metal Opera (voix sur "The Tower")
- 2002 : Avantasia – The Metal Opera Part II (solo de guitare sur "The Seven Angels" and "Into the Unknown")
- 2002 : Thunderstone – Thunderstone (solo de guitare on "Like Father, Like Son")
- 2003 : Gimmel – Kaksi kertaa enemmän
- 2010 : Beto Vázquez Infinity – Existence (guitar solo on "Existence")
- 2013 : Dreamtale – World Changed Forever (guitar solo on "The End of Our Days")
- 2014 : Ring of Fire – Battle of Leningrad
- 2023: Davide Laugelli - Message from Neptune

## Vidéographie

### Clips
- 2013 : Enshrined In My Memory avec Elize Ryd, tiré de The land of new hope, dirigé par Patric Ullaeus
- 2014 : Design The Century avec Floor Jansen, tiré de Avalon, dirigé par Patric Ullaeus